# Mitteldeutsche Fußballmeisterschaft 1905/06

VfB Leipzig 1893 – Mitteldeutscher Fußballmeister 1906

Die Mitteldeutsche Fußballmeisterschaft 1905/06 des Verbandes Mitteldeutscher Ballspiel-Vereine (VMBV) war die fünfte Spielzeit der Mitteldeutschen Fußballmeisterschaft. Der diesjährige Titelträger, wurde mittels mehrerer, regionaler Gauligen ausgespielt deren Sieger danach in einem Halbfinale aufeinandertrafen. Das Finale zwischen dem VfB Leipzig und dem Dresdner SC wurde nicht ausgespielt, da Dresden nach einem erfolglosen Protest gegen den Austragungsort Leipzig, zum Finale nicht antrat. So wurde das Spiel für den VfB Leipzig gewertet. Durch diese Wertung qualifizierte sich der Verein für die Endrunde zur Deutschen Meisterschaft 1905/06. Nach Siegen über den BFC Norden-Nordwest sowie den BFC Hertha erreichten die Sachsen erneut das Endspiel. Das am 27. Mai 1906 ausgetragene Finalspiel gegen den 1. FC Pforzheim konnte der VfB Leipzig mit 2:1 gewinnen und kürte sich, zum nun zweifachen Deutschen Fußballmeister.

## Modus
Mit der endgültigen Aufnahme der 4 Verbände: V.M.B.V., V.D.B.V., V.L.B.V., V.C.F.V. und zusätzlich 11 Vereinen aus Thüringen, wurden somit neue Wettbewerbs-Gaue geschaffen. Alle teilnehmenden Vereine im überregionalen Verband V.B.M.V. (Verband Mitteldeutscher Ballspiel-Vereine), waren in dieser Saison somit in sechs Bezirke (Gaue) eingegliedert. Die Meister der Gaue Saale und Thüringen qualifizierten sich aber nicht, wie die jeweiligen Sieger der anderen Gaue für das Halbfinale der Mitteldeutschen Meisterschaft, da sie formal nur als unterklassige Liga-Ebene fungierten.
 Am 25. Juni 1905 gründete sich der Verband Thüringer Fussball-Vereine von 1905, der aber im V.M.B.V. als Mitglied nicht aufgenommen und damit auch nicht spielberechtigt war. Dagegen nahm der ein Jahr zuvor gegründete Thüringer Fussballbund, in dieser Saison allein-stellvertretend für Thüringen, die Teilnahme-Rechte wahr.
Der Verband Plauener Ballspielvereine war noch kein Mitglied im überregionalen V.M.B.V. und wurde erst zur kommenden Spielzeit in den Kreis der Einzelverbände aufgenommen.
| Gau             | Gaumeister                   |
| --------------- | ---------------------------- |
| Nordwestsachsen | VfB Leipzig                  |
| Ostsachsen      | Dresdner SC                  |
| Südwestsachsen  | Chemnitzer BC                |
| [Saale]         | Hallescher FC 1896 III       |
| Mittelelbe      | Magdeburger FC Viktoria 1896 |
| [Thüringen]     | SC Erfurt 1895               |

## Gau I – Nordwestsachsen
| Pl. | Verein                  | Sp. | S | U | N | Tore    | Quote | Punkte |
| --- | ----------------------- | --- | - | - | - | ------- | ----- | ------ |
| 1.  | VfB Leipzig             | 10  | 8 | 0 | 2 | 057:250 | 2,28  | 16:40  |
| 2.  | Hallescher FC 1896 (M)  | 10  | 6 | 1 | 3 | 037:220 | 1,68  | 13:70  |
| 3.  | FC Wacker Leipzig       | 10  | 5 | 1 | 4 | 026:280 | 0,93  | 11:90  |
| 4.  | FC Sportfreunde Leipzig | 10  | 5 | 0 | 5 | 037:290 | 1,28  | 10:10  |
| 5.  | Hallescher FC Wacker    | 10  | 4 | 0 | 6 | 024:350 | 0,69  | 08:12  |
| 6.  | Leipziger BC 1893       | 10  | 0 | 2 | 8 | 007:490 | 0,14  | 02:18  |

| (M) | Titelverteidiger Nordwestsachsen |

Befähigungsspiel zur 1a-Klasse
|                                       | Ergebnis |                                             |
| ------------------------------------- | -------- | ------------------------------------------- |
| Leipziger BC 1893 (Letzter 1a-Klasse) | 5:2      | FC Sachsen 1902 Leipzig (Meister 1b-Klasse) |

## Gau II – Ostsachsen
| Pl. | Verein                             | Sp. | S  | U | N | Tore    | Quote | Punkte |
| --- | ---------------------------------- | --- | -- | - | - | ------- | ----- | ------ |
| 1.  | Dresdner SC (MM)&(M)               | 12  | 11 | 1 | 0 | 086:900 | 9,56  | 23:10  |
| 2.  | BC Sportlust Dresden               | 12  | 9  | 2 | 1 | 045:140 | 3,21  | 20:40  |
| 3.  | Guts Muts Dresden (N)              | 12  | 7  | 0 | 5 | 073:210 | 3,48  | 14:10  |
| 4.  | FV 1900 Sachsen Dresden (N)        | 12  | 3  | 4 | 5 | 026:580 | 0,45  | 10:14  |
| 5.  | Dresdensia Dresden (N)             | 12  | 3  | 1 | 8 | 026:560 | 0,46  | 07:17  |
| 6.  | Germania/Deutschland Dresden a (N) | 12  | 2  | 2 | 8 | 011:430 | 0,26  | 06:18  |
| 7.  | Dresdner FC 1893 (N)               | 12  | 0  | 4 | 8 | 015:810 | 0,19  | 04:20  |

| (MM) | Titelverteidiger Mitteldeutschland |
| (M)  | Titelverteidiger Ostsachsen        |
| (N)  | Neuling                            |

## Gau III – Südwestsachsen
| Pl. | Verein                         | Sp. | S | U | N | Tore    | Quote | Punkte |
| --- | ------------------------------ | --- | - | - | - | ------- | ----- | ------ |
| 1.  | Chemnitzer BC                  | 5   | 4 | 0 | 1 | 018:120 | 1,50  | 08:20  |
| 2.  | Mittweidaer BC                 | 5   | 4 | 0 | 1 | 032:400 | 8,00  | 08:20  |
| 3.  | Germania Mittweida             | 4   | 2 | 0 | 2 | 020:180 | 1,11  | 04:40  |
| 4.  | 1. Vogtländischer FC Plauen    | 4   | 1 | 0 | 3 | 008:150 | 0,53  | 02:60  |
| 5.  | Verein Chemnitzer Sportfreunde | 4   | 0 | 0 | 4 | 006:350 | 0,17  | 0:80   |

## Gau IV – Saale
Der Gau IV hatte den Status einer unterklassigen Liga, (3. Klasse). Daher war der Sieger für die Teilnahme an der Endrunde zur Mitteldeutschen Meisterschaft nicht zugelassen.

## Gau V – Mittelelbe
| Pl. | Verein                | Sp. | S | U | N | Tore    | Quote | Punkte |
| --- | --------------------- | --- | - | - | - | ------- | ----- | ------ |
| 1.  | MFC Viktoria 1896     | 8   | 8 | 0 | 0 | 047:600 | 7,83  | 16:0   |
| 2.  | FuCC Cricket-Viktoria | 8   | 6 | 0 | 2 | 032:190 | 1,68  | 12:40  |
| 3.  | Magdeburger SC        | 8   | 3 | 0 | 5 | 014:320 | 0,44  | 06:10  |
| 4.  | SC Germania-Jahn 1898 | 8   | 3 | 0 | 5 | 017:340 | 0,50  | 06:10  |
| 5.  | FC Weitstoß 1898      | 8   | 0 | 0 | 8 | 003:220 | 0,14  | 0:16   |

## Gau VI – Thüringen
Der Gau VI hatte den Status einer unterklassigen Liga, (2. Klasse). Daher war der Sieger für die Teilnahme an der Endrunde zur Mitteldeutschen Meisterschaft nicht zugelassen.
| Pl. | Verein                         | Sp. | S | U | N | Tore    | Quote | Punkte |
| --- | ------------------------------ | --- | - | - | - | ------- | ----- | ------ |
| 1.  | SC Erfurt 1895                 | 4   | 4 | 0 | 0 | 015:300 | 5,00  | 08:0   |
| 2.  | FC Germania 1899 Mühlhausen    | 4   | 2 | 0 | 2 | 016:900 | 1,78  | 04:40  |
| 3.  | BC Erfurt                      | 4   | 1 | 1 | 2 | 004:140 | 0,29  | 03:50  |
| 4.  | SC 1903 Weimar                 | 3   | 1 | 0 | 2 | 000:300 | 0,00  | 02:40  |
| 5.  | BC Teutonia 1902 Ilversgehofen | 3   | 0 | 1 | 2 | 003:900 | 0,33  | 01:50  |
| 6.  | SC Erfurt 1895 II b            | 0   | 0 | 0 | 0 | 000:000 | 1,00  | 0:0    |

## Meisterschafts-Endrunde
Die Meisterschafts-Endrunde fand im K.-o.-System statt. Qualifiziert waren die Meister der vier Gaue: Nordwestsachsen, Ostsachsen, Mittelsachsen und Mittelelbe.|15= Nachdem bereits das zweite Halbfinale nicht stattfand, weil der Chemnitzer BC nicht antrat, wurde auch das Finale nicht sportlich entschieden.|15= Da sich der Dresdner SC weigerte, das Finale in Leipzig zu bestreiten, wurde der VfB Leipzig zum Sieger und damit zum Mitteldeutschen Meister erklärt.

### Halbfinale
| Datum         |                                          | Ergebnis |                                                      |
| ------------- | ---------------------------------------- | -------- | ---------------------------------------------------- |
| 1. April 1906 | VfB Leipzig (Sieger Gau Nordwestsachsen) | 5:0      | Magdeburger FC Viktoria 1896 (Sieger Gau Mittelelbe) |
| 1. April 1906 | Dresdner SC (Sieger Gau Ostsachsen)      | c        | Chemnitzer BC (Sieger Gau Südwestsachsen)            |

### Finale
| Datum         |             | Ergebnis |             | Ort     |
| ------------- | ----------- | -------- | ----------- | ------- |
| 8. April 1906 | VfB Leipzig | d        | Dresdner SC | Leipzig |